# Geesje Kwak

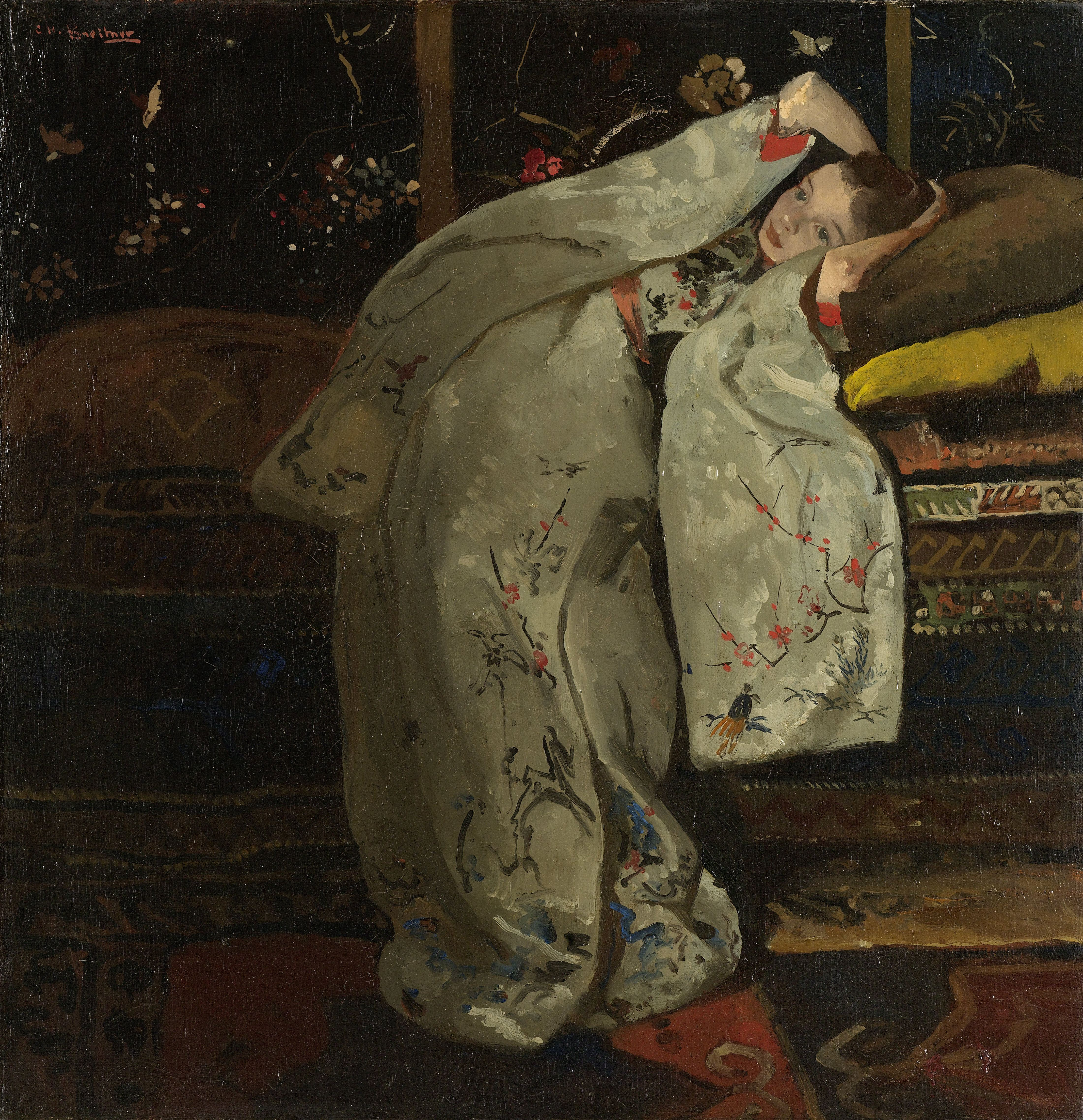
Geesje Kwak, Chica con kimono blanco (1894) de George Hendrik Breitner

Geesje Kwak ( Zaandam, 17 de abril de 1877 - Sudáfrica, 1899 ) fue una modelo neerlandesa. Se hizo conocida por la serie de siete pinturas (y los estudios fotográficos correspondientes) que el pintor y fotógrafo George Breitner  hizo de ella entre 1893 y 1894 como la niña con un kimono rojo o blanco acostada en un sofá o de pie frente a un espejo en un interior oriental.

## Biografía
Gezina Kwak nació en 1877 en Westzijde 534bis en Zaandam. Geesje se mudó a Amsterdam en 1893 a la edad de dieciséis años con su hermana mayor Anna. Geesje era costurera o vendedora de sombreros. Geesje y Anna vivieron primero en Govert Flinckstraat y luego en Tweede van Swindenstraat. Allí las dos hermanas entraron en contacto con el pintor Breitner. Este acababa de recuperarse de una infección ocular y se había mudado a un estudio en Lauriergracht  número 8. Breitner había visitado una exposición de grabados japoneses en La Haya en 1892 y posteriormente compró varios kimonos japoneses y algunos biombos . En este ambiente hizo posar a las hermanas en 1893.
Geesje pronto se convirtió en su modelo principal. Paseó por el estudio y Breitner le tomó fotos y bocetos. Así surgió la serie de pinturas de Geesje en kimono, de las cuales Chica con kimono blanco y Chica con kimono rojo (en el Kunstmuseum Den Haag) son las más conocidas.
Geesje no posó para Breitner por mucho tiempo. En 1895 emigró con su hermana menor Niesje a Sudáfrica . Allí murió de tuberculosis en 1899.  Sólo tenía 22 años.
La relación entre ella y Breitner parece haber sido estrictamente comercial; a Geesje se le pagaba por su trabajo.  Breitner mantuvo un registro meticuloso en un cuaderno, que se conserva, de cuándo y durante cuánto tiempo había posado para él y qué cantidad le había dado por ello.

## Fotos de Geesje, por Breitner

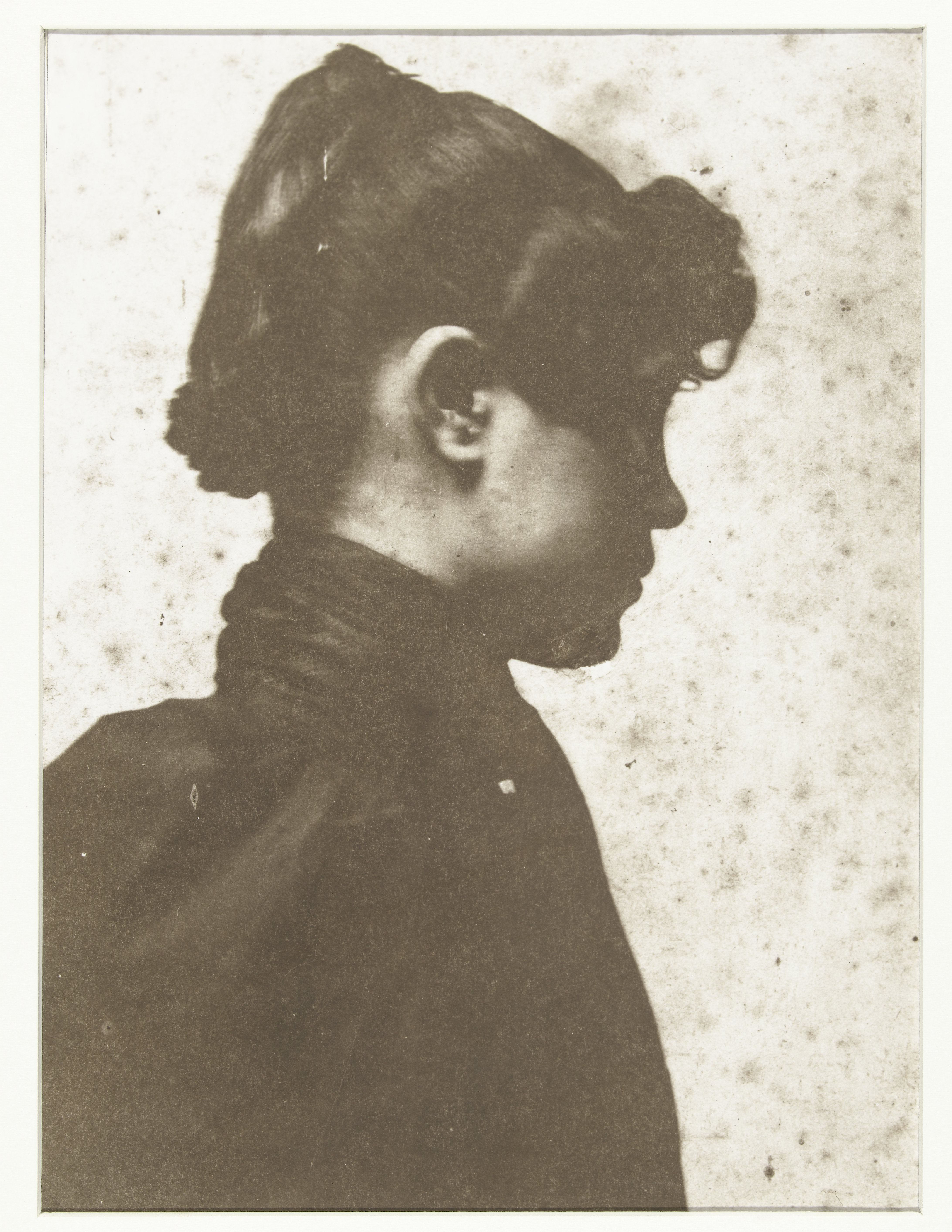
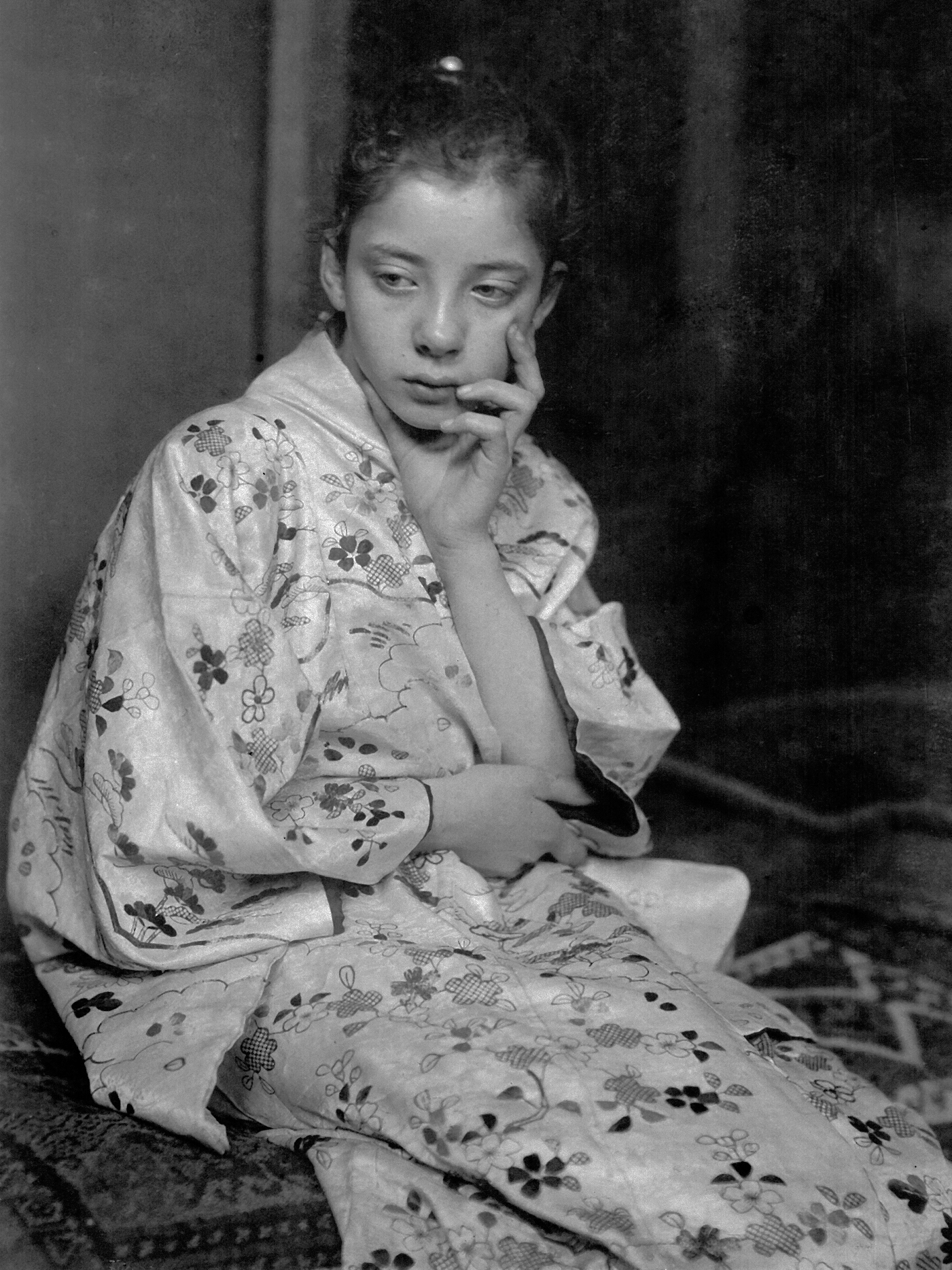
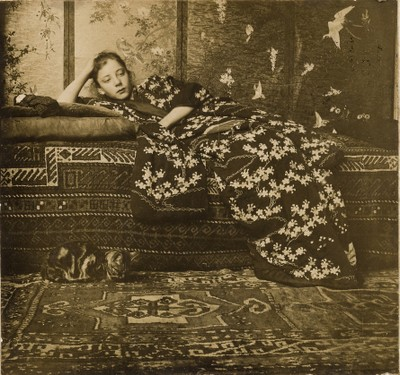
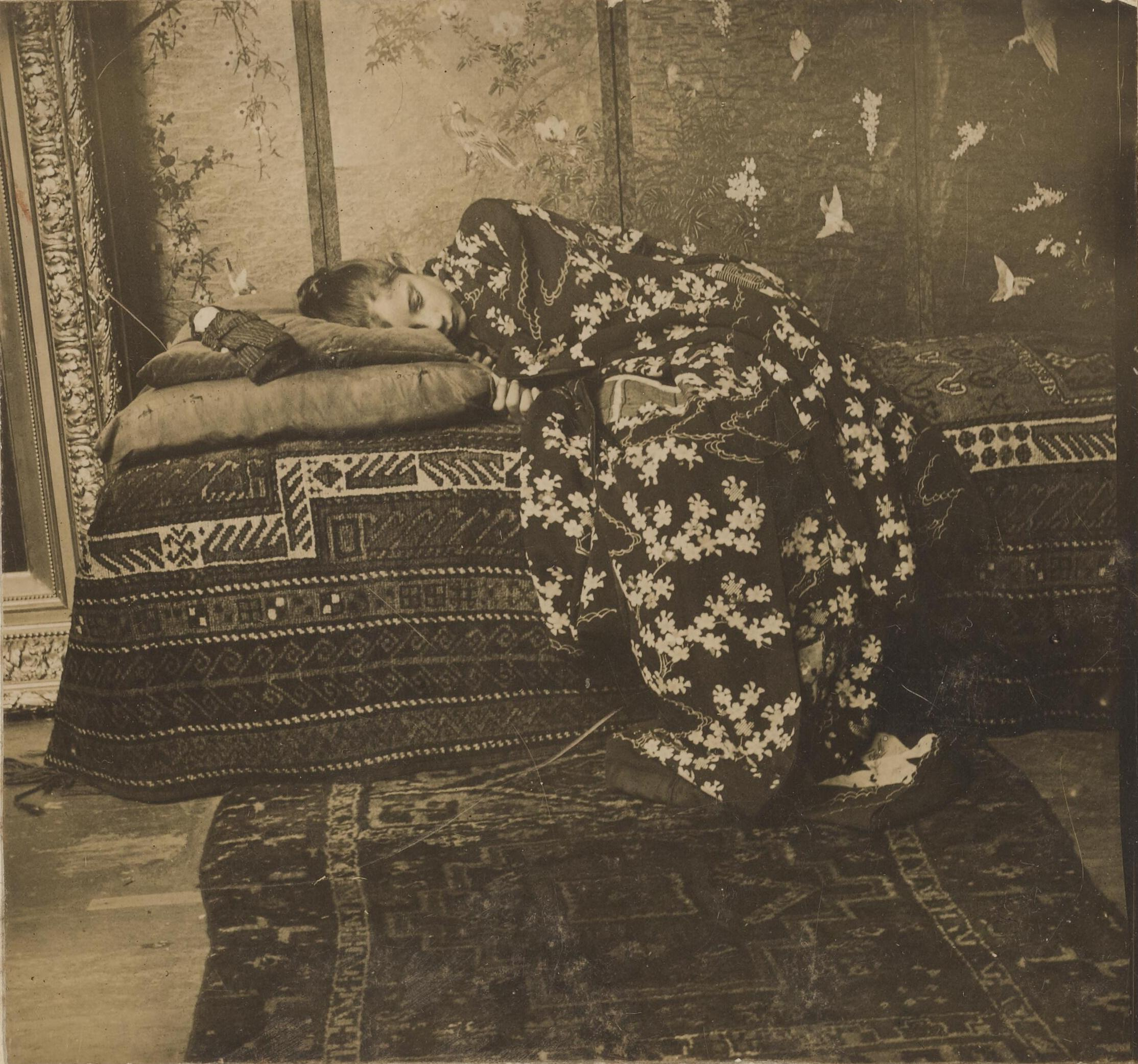